# فرناندو آتزوری
فرناندو آتزوری (ایتالیایی: Fernando Atzori؛ زادهٔ ۱ ژوئن ۱۹۴۲ – درگذشته ۹ نوامبر ۲۰۲۰) بوکسور اهل ایتالیا بود.